# Theresienkirche (Innsbruck)

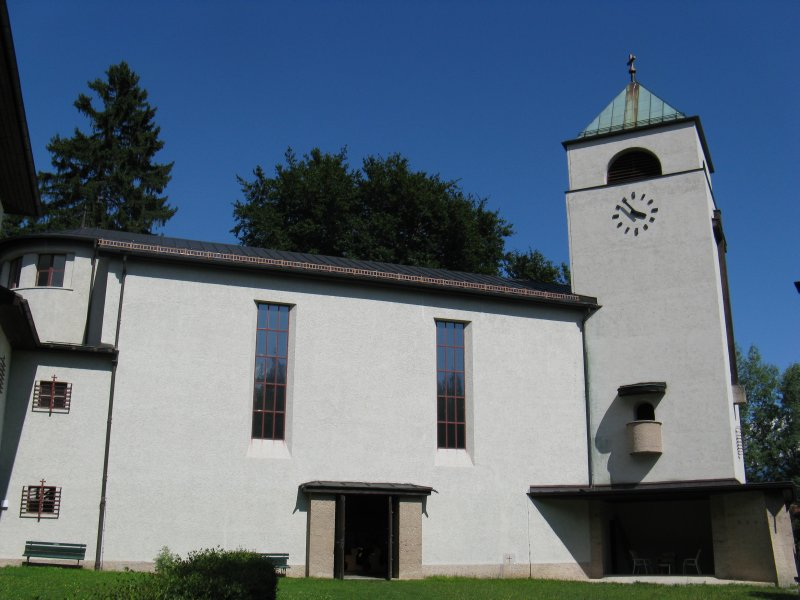
Die Theresienkirche von Westen

Die Theresienkirche (eig. Zur hl. Theresia vom Kinde Jesu) ist eine römisch-katholische Pfarr- und Wallfahrtskirche im Innsbrucker Stadtteil Hungerburg. Die 1931/32 erbaute Kirche ist der heiligen Thérèse von Lisieux geweiht und steht unter Denkmalschutz (Listeneintrag).

## Geschichte

### Baugeschichte

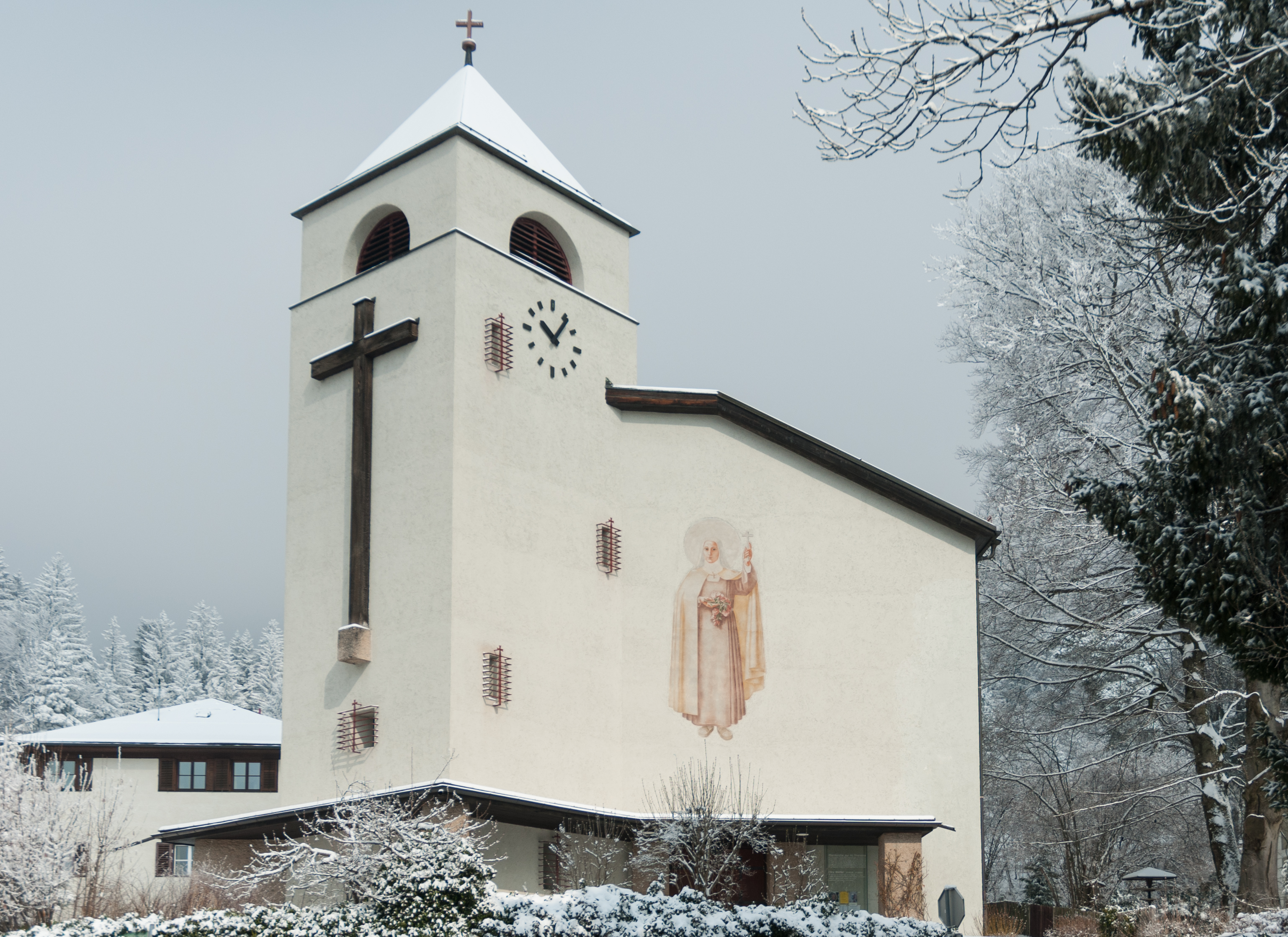
Die Kirche von Süden

1910 wurde auf der Hungerburg, die bislang keine Kirche hatte, ein „Kirchenbauverein Mariabrunn“ gegründet. Eines der Gründungsmitglieder stellte ein Grundstück an der Kreuzung Gramartstraße/Hungerburgweg zur Verfügung. Zunächst sollte eine schlichte Kapelle mit hölzernem Dachreiter errichtet werden, deren Bau sich jedoch verzögerte. Erst 1927 wurde in einem Gartenhaus eine Notkirche eingerichtet und der zwei Jahre zuvor heiliggesprochenen Theresia vom Kinde Jesu geweiht. In der Kapelle befanden sich ein Bild und eine Reliquie der Heiligen. Diese zogen zahlreiche Pilger an, sodass neuerlich der Bau einer Kirche geplant wurde.
Für den Bau der Wallfahrts- und Pfarrkirche der hl. Theresia vom Kinde Jesu wurde 1931 ein öffentlicher Wettbewerb ausgeschrieben, an dem sich zahlreiche namhafte Tiroler Architekten beteiligten, darunter Siegfried Mazagg, Franz Baumann und Clemens Holzmeister. Den ersten Preis erhielt der junge Architekt Willi Stigler für seinen modernen Entwurf, ausgeführt wurde hingegen, vermutlich aus finanziellen Gründen, der schlichtere und konventionellere Entwurf Siegfried Thurners. Finanziert wurde der Bau ausschließlich aus Vereinsmitteln und Spenden. In einer „Ziegelaktion“ trugen Gläubige insgesamt 46.000 Ziegel von der Stadt zum Bauplatz hinauf. Am 19. Juni 1932 wurde die Kirche geweiht und Gnadenbild und Reliquie aus der Kapelle übertragen.
1941 wurden Kirche und Widum zugunsten der NSDAP enteignet. Diese verkaufte sie 1942 um einen Spottpreis an den Innsbrucker Kaufmann und Ratsherrn Karl Neuwirth, der die Exekrierung und Nutzung für Wohnzwecke anstrebte. Das wurde auf Drängen der Apostolischen Administratur von der Gauleitung verhindert, allerdings nur für die Dauer des Krieges, nach dem „Endsieg“ sollte die Kirche abgerissen werden.
1987 wurde der Innenraum durch Ekkehard Hörmann im Sinne der Liturgiereform des Zweiten Vatikanischen Konzils umgestaltet.
Die Wallfahrtskirche war anfangs eine Filialkirche von Hötting und wurde 1973 zum Pfarrvikariat erhoben. Auf Initiative von Bischof Reinhold Stecher wurde 1983 die Seelsorge der Hungerburg vom Orden der unbeschuhten Karmeliten übernommen, die im Gegenzug im Pfarrhaus ein Kloster einrichteten.

### Kontroverse um die Weiler-Fresken

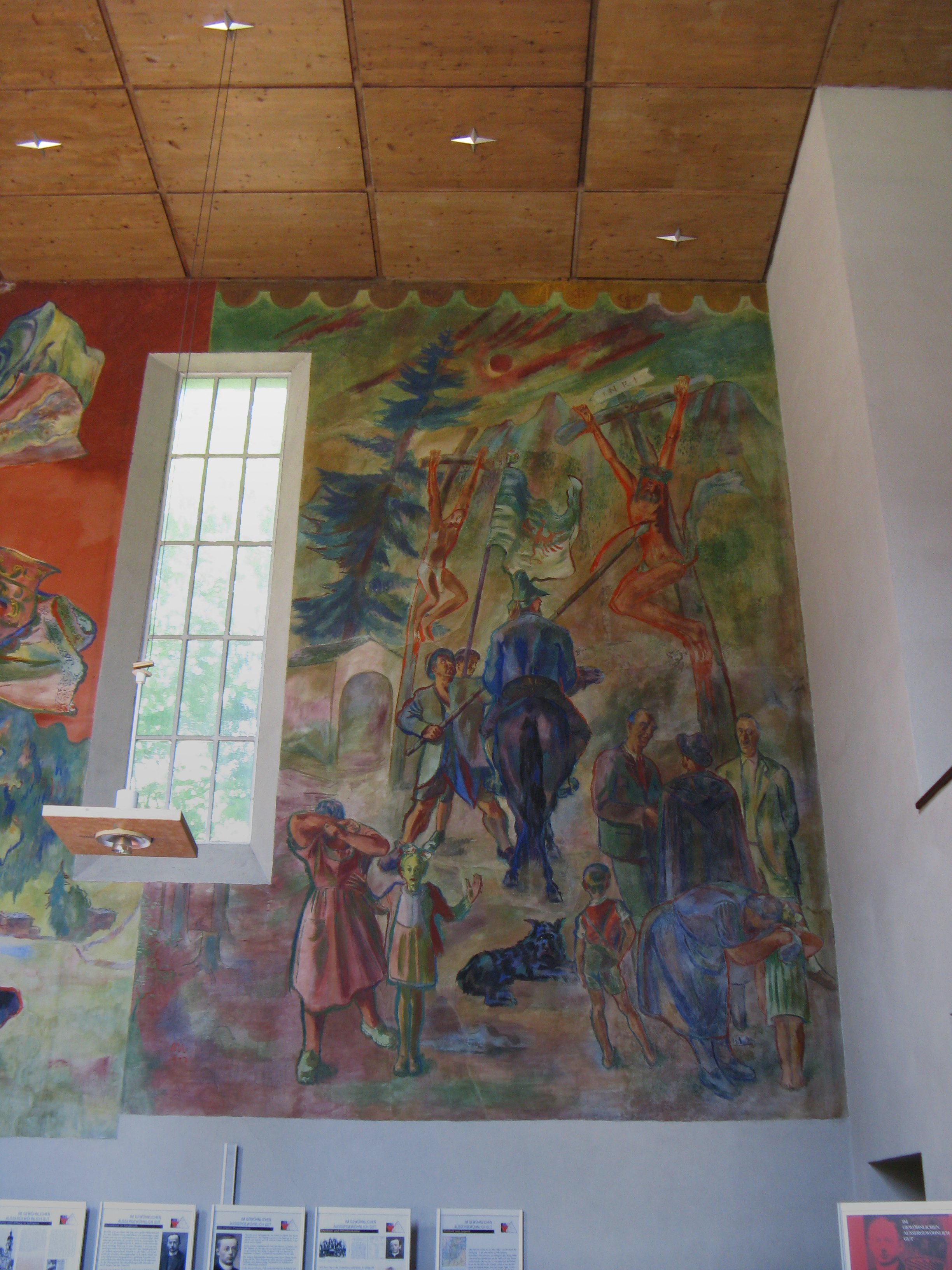
Fresko Der Lanzenstich von Max Weiler

Eine erste künstlerische Ausstattung erhielt die Kirche 1935 vom Maler Ernst Nepo im Stil der Neonazarener; Nepo vollendete sein Werk jedoch nicht. Aufgrund seiner Tätigkeit als Leiter der Reichskammer der bildenden Künste in Tirol war eine neuerliche Beauftragung nach dem Zweiten Weltkrieg nicht mehr vertretbar.
Einen Wettbewerb zur Neuausstattung gewann der Maler Max Weiler. Er malte mit Genehmigung des Bischofs Paulus Rusch die Kirche ab 1945 mit Fresken aus. Weiler malte Der Lanzenstich, Die Herz-Jesu-Sonne, Die Johannesminne, Ölberg und Die Herz-Jesu-Verehrung. Die Ausführung von Stets in Not und Kriegsgefahr unterblieb.
Um seine Arbeit entspann sich nach der Fertigstellung 1948 „eine Art Bürgerkrieg“, der einen Polizeieinsatz zum Schutz der Fresken auslöste. Gegen Weilers Arbeit prozessierte vergeblich ein Landarbeiter aus Ebbs, der sich durch sie persönlich angegriffen fühlte. Insbesondere entzündete sich der Streit um Weilers Darstellung eines blauen Pferdes und Menschen in Tiroler Tracht bei der Kreuzigung Christi. Zu den Befürwortern der Arbeit Weilers gehörte der Architekt Clemens Holzmeister.
Gegner des Werks unter Führung des Jesuitenpaters Karl Felch sprachen beim Vatikan vor. Felch berief sich auf die Enzyklika Mediator Dei, in der Papst Pius XII. Künstlern untersagte, Heilige oder religiöse Gegenstände verzerrt oder verunstaltet darzustellen, wodurch Gefühle Gläubiger verletzt werden und Personen als unwürdig abgebildet empfunden werden könnten. Der Vatikan entschied unter Androhung eines Interdikts, dass die Fresken zu beseitigen seien. Sie wurden von 1950 bis 1958 verhüllt.

## Beschreibung

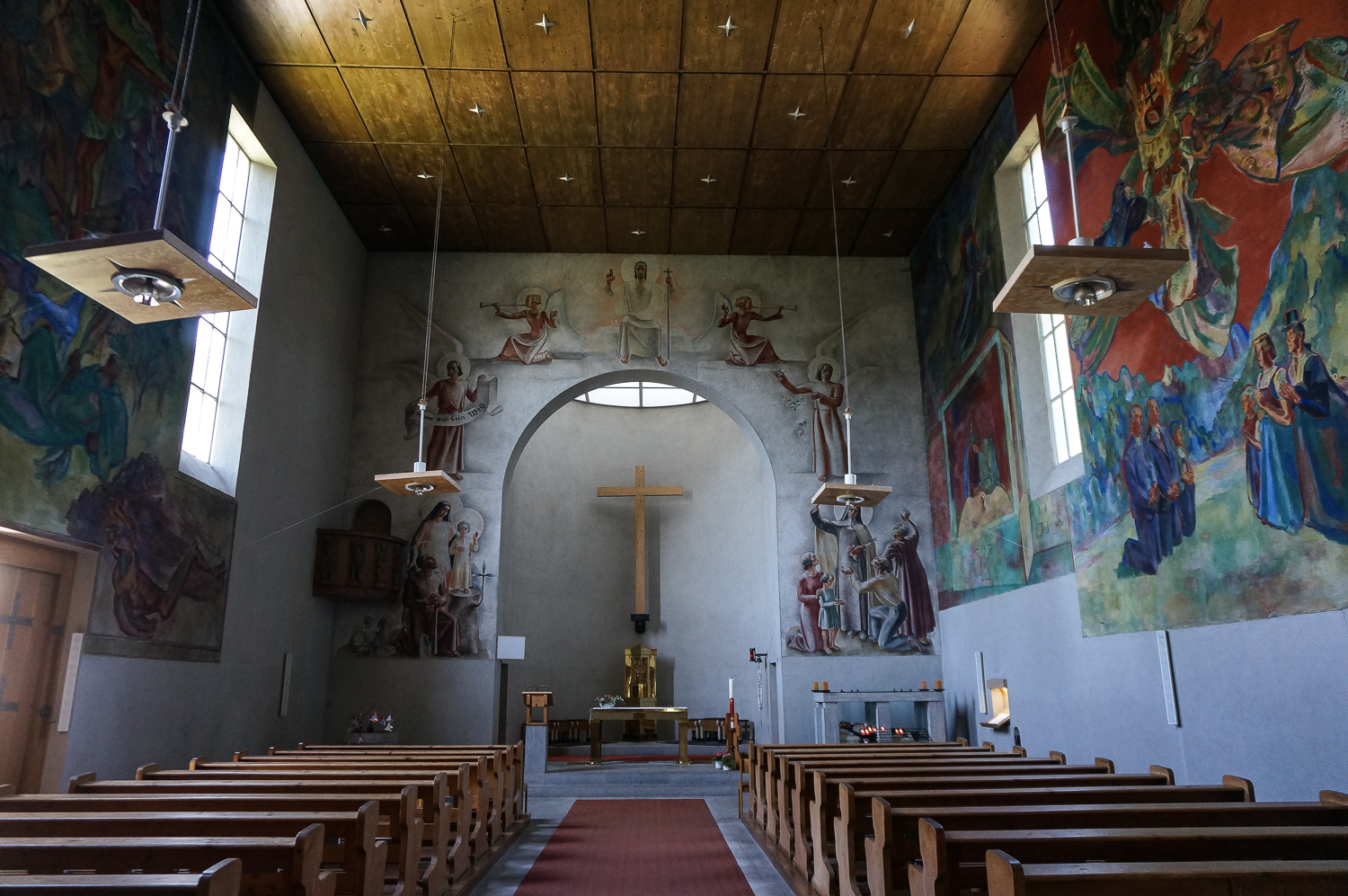
Innenansicht, Blick zum Chor

Die Theresienkirche liegt am Hang der Nordkette, gegenüber der Straße leicht erhöht und durch eine Böschungsmauer mit Treppenanlage abgesetzt. Die Kirche ist ein längsgerichteter Bau vom Typus einer romanischen Saalkirche in massiven blockhaften Formen mit weitgehend ungegliederten Mauerflächen. Der kubische Kirchturm mit Außenkanzel an der Südwestecke ist gegenüber der Kirchenachse um 45° gedreht. Der südseitige Eingang und der Turm sind von einem Vordach umgeben. Die eingezogene, halbrund geschlossene Apsis im Norden ist von Anbauten umgeben. Westlich schließen das Pfarrhaus und das Kloster der Karmeliten an. Das Fresko der hl. Theresia über dem Eingang wurde 1935 von Ernst Nepo geschaffen.
Der architektonisch schlichte, hohe, flach gedeckte Innenraum weist als dominierende Dekoration großflächige Fresken auf. Am hohen Triumphbogen befinden sich Darstellungen der heiligen Familie, der hl. Theresia, von Christus und Engeln von Ernst Nepo von 1935. Die 1946/1947 von Max Weiler geschaffenen Fresken an den Langhauswänden waren ursprünglich als durchgehender Zyklus gedacht, dieser wurde jedoch nicht vollendet.